# Striga chrysantha
Striga chrysantha ist eine Pflanzenart aus der Gattung Striga in der Familie der Sommerwurzgewächse (Orobanchaceae).

## Beschreibung
Striga chrysantha ist eine nur maximal 12 cm hoch werdende, büschelige, parasitäre, einjährige Pflanze. Sie ist schuppig und dicht behaart, der Stängel ist undeutlich vierkantig. Die Laubblätter sind kleiner als 10 × 2 (selten bis 3) mm, lanzettlich und schuppenartig. Der Blattrand ist ganzrandig, die Aderung ist undeutlich, die Blätter sind kürzer als die Internodien.
Die Blüten stehen relativ dicht und wechselständig in ährenförmigen Blütenständen, diese Blütenstände sind in etwa genauso lang wie der vegetative Spross. Die Blüten werden von zwei Tragblättern begleitet. Diese sind 6 × 2 mm groß, lanzettlich und kürzer als der Kelch. Die Tragblätter des gesamten Blütenstandes ähneln sich.
Der Kelch ist zehnrippig und 8 bis 15 mm lang. Die Kelchröhre hat eine Länge von 6 bis 13 mm und ist mit fünf nahezu gleichen, dreieckigen, 2 mm langen Kelchzipfeln besetzt. Die Kelchzipfel sind damit deutlich kürzer als die Kelchröhre. Die Krone ist leuchten gelb. Die Kronröhre ist schlank, 20 bis 25 mm lang, gebogen, oberhalb des Kelches erweitert und drüsig behaart. Die Lappen der Unterlippe haben eine Größe von 15 × 8 mm, sie sind abstehend und breit rundlich geformt. Die Oberlippe hat eine Größe von 8 × 10 mm, ist nach hinten zurückgebogen und eingekerbt.

## Vorkommen
Die Art ist nur aus dem Süden der Zentralafrikanischen Republik und dem Norden der DR Kongo bekannt. 